# Rumesnil
Rumesnil – miejscowość i gmina we Francji, w regionie Normandia, w departamencie Calvados.
Według danych na rok 1990 gminę zamieszkiwało 67 osób, a gęstość zaludnienia wynosiła 13 osób/km² (wśród 1815 gmin Dolnej Normandii Rumesnil plasuje się na 819. miejscu pod względem liczby ludności, natomiast pod względem powierzchni na miejscu 874.).